# Mercedes-Benz Viano
Mercedes-Benz Viano är en minibuss, tillverkad av den tyska biltillverkaren Mercedes-Benz mellan 2003 och 2014.
W639 Viano är, liksom företrädaren V-klass, en mer personbilslik variant av minibussen Vito. Till skillnad från den tidigare W638-serien är W639:an konventionellt byggd med bakhjulsdrift och finns även med fyrhjulsdrift. Vito/Viano-modellerna tillverkas i Mercedes-Benz fabrik i Vitoria-Gasteiz i Spanien.
Versioner:
| Modell        | Årsmodell | Motor                      | Cylindervolym | Effekt     | Bränslesystem           |
| ------------- | --------- | -------------------------- | ------------- | ---------- | ----------------------- |
| Viano 2.0 CDI | 2003-10   | OM646: 4-cyl radmotor DOHC | 2148 cm³      | 109-116 hk | Common rail turbodiesel |
| Viano 2.2 CDI | 2003-10   | OM646: 4-cyl radmotor DOHC | 2148 cm³      | 150 hk     | Common rail turbodiesel |
| Viano 3.0     | 2003-08   | M112: 6-cyl V-motor SOHC   | 3199 cm³      | 190 hk     | Bränsleinsprutning      |
| Viano 3.2     | 2003-04   | M112: 6-cyl V-motor SOHC   | 3199 cm³      | 218 hk     | Bränsleinsprutning      |
| Viano 3.5     | 2005-07   | M112: 6-cyl V-motor SOHC   | 3724 cm³      | 231 hk     | Bränsleinsprutning      |
| Viano 3.0 CDI | 2006-10   | OM642: 6-cyl V-motor DOHC  | 2987 cm³      | 204 hk     | Common rail turbodiesel |
| Viano 3.5     | 2008-14   | M272: 6-cyl V-motor DOHC   | 3498 cm³      | 258 hk     | Bränsleinsprutning      |
| Viano 2.0 CDI | 2011-14   | OM651: 4-cyl radmotor DOHC | 2151 cm³      | 136 hk     | Common rail turbodiesel |
| Viano 2.2 CDI | 2011-14   | OM651: 4-cyl radmotor DOHC | 2151 cm³      | 163 hk     | Common rail turbodiesel |
| Viano 3.0 CDI | 2011-14   | OM642: 6-cyl V-motor DOHC  | 2987 cm³      | 224 hk     | Common rail turbodiesel |